# Угловой (станция)
Углово́й — пассажирская железнодорожная станция Ижевского отделения Горьковской железной дороги в селе Угловая Якшур-Бодьинского района Удмуртии. Открыта в 1945 году.
Станция осуществляет продажу пассажирских билетов.